# Königliches Gericht Königsbrück
Das Königliche Gericht Königsbrück war ein erstinstanzliches Gericht im Königreich Sachsen mit Sitz in Königsbrück.

## Geschichte
Am 26. Mai 1848 hatte der Staat die Gerichtsbarkeit der Standesherrschaft Königsbrück und das Rittergut Steinborn übernommen. Diese Patrimonialgerichtsbarkeit wurde zunächst als Gerichtsexpedition des Justizamtes Kamenz in Königsbrück geführt. An festen Gerichtstagen war der Kamenzer Justitiar in Königsbrück, um dort Recht zu sprechen und die Verwaltungsaufgaben zu erledigen. Mit Verordnung vom 4. Juni 1853 wurde zum 6. Juli 1853 die Gerichtsexpedition zum eigenständigen Königlichenü Gericht Königsbrück erhoben.
Der Gerichtsbezirk bestand aus den Orten Königsbrück, Rohna, Zeisholz mit Neitzschmühle, Otterschütz, Zietzsch, Quosdorf, Steinborn, Schmorkau, Weißbach, Neukirch, Gottschdorf, Röhrsdorf, Lüttichau, Krakau, Zochau und Sella aus dem Sprengel des Justizamtes Kamenz und den Orten Laußnitz, Niedergräfenhain, Höckendorf und Tauscha aus dem Gerichtsbezirk des Justizamtes Radeberg.
Angesichts der drohenden zwangsweisen Aufhebung der Patrimonialgerichtsbarkeit übertrugen 1855 sehr viele Inhaber von Rittergütern die Gerichtsbarkeit auf den Staat. Das Königliche Gericht Königsbrück erhielt die Gerichtsbarkeit über Obergräfenhain, Cosel, Grüngräbchen, Schwepnitz, Reichenbach, Reichenau, Koitsch, Bohra und Stenz. Der Ort Tauscha wurde 1856 dem Bezirk des Königlichen Gerichts Radeburg zugeordnet.
1856 wurde das Königliche Gericht Königsbrück aufgehoben und das neu gebildete Gerichtsamt Königsbrück übernahm dessen Aufgaben. Sein Gerichtsbezirk entsprach weitgehend dem des Justizamtes.